# Fourth View
Fourth View（フォース・ビュー）は、2001年にソニーが発表した映像再生技術。技術名称はSONY Spatial Video（SSV）。2010年の時点では再生可能機器はPlayStation 2 (PS2) のみである。
Fourth Viewの名称は「四次元」「四人称」といった意味が込められているという。
1998年に開発が始まり、2004年まで開発が続けられた。

## 販売方法
基本的に映像再生技術のみの提供であり、撮影カメラは販売されない。

## 収録方法
- 円筒全方位…上下の視野角が60度であり水平方向に360度視点で再生が可能[4]。
- 円周全方位…円周上に立つ状態で左右方向に360度視点で再生が可能[4]。
- 全天球全方位…上下左右全方向に360度視点で再生可能[4]。

## 収録作品
- 『スペースヴィーナス』starring モーニング娘。[1]（2001年1月11日、ソニー・ミュージックエンタテインメント）
- A VISUAL MIX[1]（2001年12月13日、avex trax） - 正式事業化後初のソフト化[3]
- WONDER ZONE[1]（2002年10月10日、ソニー・ミュージックエンタテインメント）
- Train Simulator Real THE 京浜急行[1]（2002年10月31日、音楽館）
- ヴァーチャル・ビュー エイゾープレイ[1]（2003年7月17日、ポニーキャニオン）
  - ヴァーチャル・ビュー MEGUMI エイゾープレイ
  - ヴァーチャル・ビュー 根本はるみ エイゾープレイ
  - ヴァーチャル・ビュー R.C.T. エイゾープレイ